# Quận Graham, North Carolina
Quận Graham là một quận nằm ở tiểu bang Bắc Carolina.  Tại thời điểm năm 2000, quận có dân số 7.993 người. Quận lỵ đóng ở Robbinsville6.
Quận được lập ngày 30 tháng 1 năm 1872 từ phần phía đông bắc của quận Cherokee. Quận được đặt tên theo William A. Graham.

## Các thị trấn
Quận được chia thành three xã: Cheoah, Stecoah, và Yellow Creek.

### Các quận giáp ranh
- Quận Swain, Bắc Carolina - Bắc và đông
- Quận Macon, Bắc Carolina - Đông nam
- Quận Cherokee, Bắc Carolina - Nam
- Quận Monroe, Tennessee - Tây
- Quận Blount, Tennessee - Tây bắc

## Thông tin nhân khẩu
Theo cuộc điều tra dân số2 tiến hành năm 2000, quận này có dân số 7.993 người, 3.354 hộ, và 2,411 gia đình sinh sống trong quận này. Mật độ dân số là 27 người trên mỗi dặm Anh vuông (11/km²). Đã có 5.084 đơn vị nhà ở với một mật độ bình quân là 17 trên mỗi dặm Anh vuông (7/km²).  Cơ cấu chủng tộc của dân cư sinh sống tại quận này gồm 91,91% người da trắng, 0,19% người da đen hoặc người Mỹ gốc Phi, 6,84% người thổ dân châu Mỹ, 0,16% người gốc châu Á, 0,01% người các đảo Thái Bình Dương, 0,13% từ các chủng tộc khác, và 0,76% từ hai hay nhiều chủng tộc.  0,75% dân số là người Hispanic hoặc người Latin thuộc bất cứ chủng tộc nào. 27,6% thuộc người Mỹ, 15,1% người Ireland, 12,7% người Anh, 10,6% Người Đức và 5,1% Scots-Irish theo kết quả điều tra dân số năm 2000. 97,7% spoke Tiếng Anh và 1,3% tiếng Cherokee là ngôn ngữ đầu tiên.
Có 3,354 hộ trong đó có 27,10% có con cái dưới tuổi 18 sống chung với họ, 60,80% là những cặp kết hôn sinh sống với nhau, 8,40% có một chủ hộ là nữ không có chồng sống cùng, và 28,10% là không gia đình. 26,00% trong tất cả các hộ gồm các cá nhân và 12,30% có người sinh sống một mình và có độ tuổi 65 tuổi hay già hơn.  Quy mô trung bình của hộ là 2,35 còn quy mô trung bình của gia đình là 2,82,
Phân bố độ tuổi của cư dân sinh sống trong huyện là 22,00% dưới độ tuổi 18, 7,30% từ 18 đến 24, 25,20% từ 25 đến 44, 27,50% từ 45 đến 64, và 18,00% người có độ tuổi 65 tuổi hay già hơn.  Độ tuổi trung bình là 42 tuổi. Cứ mỗi 100 nữ giới thì có 95,30 nam giới. Cứ mỗi 100 nữ giới có độ tuổi 18 và lớn hơn thì, có 92,60 nam giới.
Thu nhập bình quân của một hộ ở quận này là $26.645, và thu nhập bình quân của một gia đình ở quận này là $32.750, Nam giới có thu nhập bình quân $24.207 so với mức thu nhập $18.668 đối với nữ giới. Thu nhập bình quân đầu người của quận là $14.237, Khoảng 14,40% gia đình và 19,50% dân số sống dưới ngưỡng nghèo, bao gồm 24,30% những người có độ tuổi 18 và 20,40% là những người 65 tuổi hoặc già hơn.

## Thành phố và Thị trấn
- Lake Santeetlah
- Robbinsville